# Cratere Hábrok
Hábrok è un cratere sulla superficie di Callisto.